# Trimalaconothrus heterotrichus
Trimalaconothrus heterotrichus är en kvalsterart som beskrevs av Wallwork 1973. Trimalaconothrus heterotrichus ingår i släktet Trimalaconothrus och familjen Malaconothridae. Inga underarter finns listade i Catalogue of Life.